# Erika Kustatscher
Erika Kustatscher (* 1963 in Brixen) ist eine italienische Archivarin und Historikerin aus Südtirol.
Kustatscher besuchte das Humanistische Gymnasium des Vinzentinums in Brixen und studierte anschließend an der Universität Innsbruck Geschichte, Germanistik und Klassische Philologie. 1987 promovierte sie mit einer Dissertation über die Herren von Taufers. Von 1988 bis 1990 war sie beim Südtiroler Landesarchiv tätig und absolvierte parallel dazu beim Staatsarchiv Bozen eine Ausbildung in Paläografie, Diplomatik und Archivkunde. 1990 nahm sie ihre Tätigkeit als Gymnasiallehrerin auf.
Ihre wissenschaftlichen Arbeitsschwerpunkte liegen im Bereich Sozialgeschichte, Kirchengeschichte und Quellenedition mit Bezug zur Tiroler Landesgeschichte. Kustatscher wurde 1994 für ihre Leistungen mit dem Förderpreis Walther von der Vogelweide des Südtiroler Kulturinstituts, 1996 mit dem Förderungspreis des Tiroler Landespreises für Wissenschaft sowie 2002 mit dem Theodor-Körner-Förderungspreis ausgezeichnet und war 2011 Lehrbeauftragte an der Universität Innsbruck am Institut für Geschichtswissenschaften und Europäische Ethnologie.
Im Rahmen der Erstellung gemeinsamer Schulbücher für den Geschichtsunterricht aller drei Südtiroler Sprachgruppen wurde Kustatscher zusammen mit Carlo Romeo mit der Erarbeitung des ersten Bands der Reihe Übergänge und Perspektiven, der 2010 erschien und die Zeit bis zum Spätmittelalter behandelt, beauftragt. Ebenfalls beteiligt war sie am zweiten Band, der die Südtiroler Geschichte bis zum Ende des Ersten Weltkriegs umfasst.
2014 erlangte Kustatscher in Innsbruck ihre Habilitation. Seit 2017 leitet sie das Diözesanarchiv Brixen im Auftrag der Kurie Bozen-Brixen; sie übernahm damit die Nachfolge von Eduard Scheiber. Ebenso gehört sie dem Verwaltungsrat der Südtiroler katholischen Kommission für kirchliche Kunst und Kulturgüter an.

## Publikationen (Auswahl)
- Die Staffler von Siffian: eine Rittner Familie zwischen Bauerntum und Bürgerlichkeit (1334–1914) (= Schlern-Schriften. Band 291). Wagner, Innsbruck 1992, ISBN 3-7030-0251-4.
- Die Urkunden des Archivs Künigl-Ehrenburg (1234–1550). Wagner, Innsbruck 1996, ISBN 3-7030-0281-6.
- Die Deutschordenspfarre Sarnthein. Tappeiner, Lana 1996, ISBN 88-7073-225-8.[7]
- Alltag in Tiers: Beiträge zur Bevölkerungs- und Sozialgeschichte vom 17. Jahrhundert bis zum Ersten Weltkrieg auf der Grundlage serieller Quellen (= Schlern-Schriften. Band 309). Wagner, Innsbruck 1999, ISBN 3-7030-0339-1.
- Die Städte des Hochstifts Brixen im Spätmittelalter: Verfassungs- und Sozialgeschichte von Brixen, Bruneck und Klausen im Spiegel der Personengeschichte (1200–1550). Studien-Verlag, Innsbruck/Wien/Bozen 2007, ISBN 978-3-7065-4402-3.
- Mehr als acht Generationen ...: die traditionale und die moderne Welt im Spiegel der Geschichte der Familie Pechlaner vom Ritten. Wagner, Innsbruck 2009, ISBN 978-3-7030-0464-3.
- „Berufsstand“ oder „Stand“? Ein politischer Schlüsselbegriff im Österreich der Zwischenkriegszeit. Böhlau, Wien 2016, ISBN 978-3-205-20341-4.[8]
- Die Ingram von Liebenrain: Adel in Tirol zwischen Ancien Régime und staatsbürgerlicher Rechtsgleichheit. Weger, Brixen 2019, ISBN 978-88-6563-234-5.